# 羅南·埃爾丹
羅南·埃爾丹（希伯來語：‎，1980年—）是一名以色列數學家。埃爾丹是魏茨曼科學研究學院教授，研究機率論、數學分析、理論計算機科學和機器學習理論。他獲得2018年艾狄胥獎、2022年布拉瓦特尼克青年科學家獎和2023年新視野數學突破獎。他曾在2022年國際數學家大會上發表演說。